# Oued El Berdi
Oued El Berdi (în arabă وادى البردي) este o comună din provincia Bouira, Algeria.
Populația comunei este de 10.767 de locuitori (2008).